# 中华人民共和国职业分类大典
《中华人民共和国职业分类大典》是中国劳动和社会保障部（今人力资源和社会保障部）、中国国家质量技术监督局（今国家市场监督管理总局）、中国国家统计局颁布的职业分类文献。该文献于1999年首次颁布，2021年4月起进行了第二次大规模修订。

## 历史
1995年起，劳动和社会保障部、国家质量技术监督局、国家统计局组织编撰中国第一部职业分类大典，1999年5月25日，《中华人民共和国职业分类大典》（以下简称《大典》）首发式在人民大会堂举行。《大典》将中国职业归为8个大类、66个中类、413个小类，1838个职业。8个大类分别是：国家机关、党群组织、企业、事业单位负责人；专业技术人员；办事人员和有关人员；商业、服务业人员；农、林、牧、渔、水利业生产人员；生产运输设备操作人员及有关人员；军人。
2010年后，中国启动了《大典》修订工作。2015年7月，颁布了2015年版《大典》。与上部相比，该版《大典》维持8个大类不变，增加了9个中类、21个小类，新增了“快递员”、“网络信息安全管理员”等347个职业，另有“收购员”等894个职业被取消。此外，改版《大典》首次标示了绿色职业。
2021年4月，中国再次启动《大典》修订工作。2022年7月，人力资源和社会保障部对修订结果进行了公示，新版大典包括8个大类、79个中类、449个小类，1636个职业。此外，改版《大典》首次标示了数字职业。